# ニック・エバンス
ニコラス・レジナルド・エバンス（Nicholas Reginald "Nick" Evans, 1986年1月30日 - ）は、アメリカ合衆国・アリゾナ州マリコパ郡グレンデール出身の元プロ野球選手（一塁手・外野手）。右投右打。

## 経歴

### メッツ時代

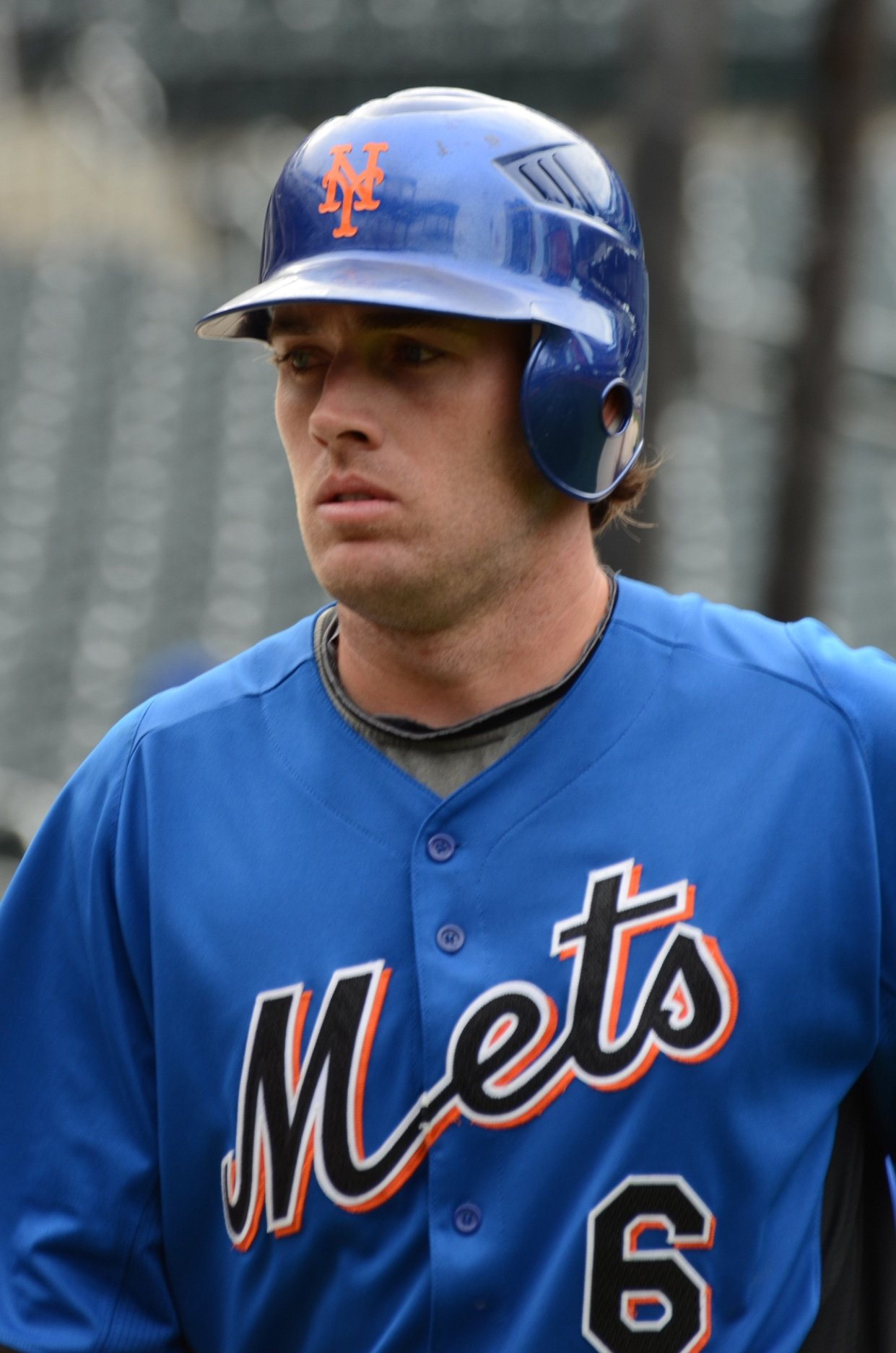
メッツ時代（2011年9月1日）

2004年、MLBドラフト5巡目（全体134位）でニューヨーク・メッツから指名され、6月16日に契約。ルーキー級ガルフ・コーストリーグ・メッツで50試合に出場し、7本塁打27打点3盗塁、打率.258だった。
2005年はルーキー級キングスポート・メッツで15試合に出場後、7月にA-級ブルックリン・サイクロンズへ昇格。57試合に出場し、6本塁打33打点、打率.252だった。
2006年はA級ヘイガーズタウン・サンズで137試合に出場し、15本塁打67打点2盗塁、打率.254だった。
2007年はA+級セントルーシー・メッツで103試合に出場し、15本塁打54打点3盗塁、打率.286だった。
2008年はAA級ビンガムトン・メッツで開幕を迎え、5月24日にメッツとメジャー契約を結んだ。同日のコロラド・ロッキーズ戦でメジャーデビュー。8番・左翼で先発起用され、4打数3安打2打点と活躍した。その後も先発起用されていたが、6月8日にAAA級ニューオーリンズ・ゼファーズへ降格。7月8日にメジャーへ再昇格した。この年は50試合に出場し、2本塁打9打点、打率.257だった。
2009年3月1日にメッツと1年契約に合意。4月5日にAAA級バッファロー・バイソンズへ異動し、開幕をAAA級で迎えた。6月19日にメジャーへ昇格。昇格後は一塁手として出場し、7月から左翼手に復帰。7月11日にAAA級へ降格した。8月25日にメジャーへ再昇格。昇格後は主に代打として出場した。この年は30試合に出場し、1本塁打7打点、打率.231だった。
2010年3月10日にメッツと1年契約に合意。3月23日にAAA級バッファローへ異動し、AAA級で開幕を迎えた。7月9日にメジャーへ昇格。昇格後は代打として2試合に出場したが、2打数無安打と結果を残せず、7月16日にAAA級へ降格した。選手枠が拡大した9月5日にメジャーへ再昇格。この年は20試合に出場し、1本塁打5打点、打率.324だった。
2011年3月3日にメッツと1年契約に合意したが、3月30日に40人枠を外れ、AAA級バッファローへ降格した。5月18日に再びメッツとメジャー契約を結び、8試合に出場したが、12打数無安打と結果を残せず、6月10日にDFAとなり、6月14日にAAA級バッファローへ降格。7月7日に再びメッツとメジャー契約を結び、9試合に出場したが、7月22日に再びDFAとなり、7月27日にAAA級バッファローへ降格。8月6日に再びメッツとメジャー契約を結んだ。この年は59試合に出場し、4本塁打25打点、打率.256だった。オフの11月11日に40人枠を外れ、AAA級バッファローへ降格した。11月16日にFAとなった。

### パイレーツ傘下時代
2011年11月30日にピッツバーグ・パイレーツとマイナー契約を結んだ。
2012年はAAA級インディアナポリス・インディアンスで開幕を迎え、19試合に出場していたが、左手首の故障で5月に離脱。8月にルーキー級ガルフ・コーストリーグ・パイレーツで復帰したが、2試合の出場にとどまった。オフの11月3日にFAとなった。

### ダイヤモンドバックス時代
2012年11月20日にロサンゼルス・ドジャースとマイナー契約を結んだ。
2013年3月18日に放出され、3月29日にアリゾナ・ダイヤモンドバックスとマイナー契約を結んだ。この年はAA級モービル・ベイベアーズで133試合に出場し、19本塁打81打点2盗塁、打率.267だった。
2014年はAAA級リノ・エーシズで開幕を迎え、開幕後は44試合に出場。11本塁打44打点、打率.335と好成績を残し、5月28日にダイヤモンドバックスとメジャー契約を結んだ。昇格後は18試合に出場し、2本塁打7打点、打率.273だった。7月28日に放出された。

### 楽天時代
2014年7月30日に東北楽天ゴールデンイーグルスと契約に合意した。8月5日の千葉ロッテマリーンズ戦（QVCマリン）で初出場。翌6日には初安打と初打点を挙げるが、その後は全く結果を残せず。わずか5試合の出場（18打数2安打）にとどまり、同年シーズン終了を以って退団。

### ダイヤモンドバックス復帰からパドレスへ
2014年11月20日にダイヤモンドバックスとマイナー契約を結ぶ。
2015年オフに自由契約となり、11月23日にサンディエゴ・パドレスとマイナー契約を結ぶ。

### 斗山時代
2016年1月25日、韓国プロ野球・斗山ベアーズと契約。2016年は118試合に出場し、打率.308、24本塁打、81打点を記録しレギュラーシーズン優勝に貢献すると、韓国シリーズでも16打数7安打1打点の成績で優勝に貢献した。翌2017年も27本塁打を放ったが、この年限りで退団した。

### 現役引退後
2019年にアリゾナ・ダイヤモンドバックス傘下A+級バイセイリア・ローハイドの打撃コーチに就任。2021年はルーキー級アリゾナリーグ・ダイヤモンドバックスのコーチを務めた。2022年からはAAA級リノ・エーシズの打撃コーチを務める。

## 詳細情報

### 年度別打撃成績
| 年 度    | 球 団    | 試 合 | 打 席 | 打 数 | 得 点 | 安 打 | 二 塁 打 | 三 塁 打 | 本 塁 打 | 塁 打 | 打 点 | 盗 塁 | 盗 塁 死 | 犠 打 | 犠 飛 | 四 球 | 敬 遠 | 死 球 | 三 振 | 併 殺 打 | 打 率 | 出 塁 率 | 長 打 率 | O P S |
| -------- | -------- | ----- | ----- | ----- | ----- | ----- | -------- | -------- | -------- | ----- | ----- | ----- | -------- | ----- | ----- | ----- | ----- | ----- | ----- | -------- | ----- | -------- | -------- | ----- |
| 2008     | NYM      | 50    | 119   | 109   | 18    | 28    | 10       | 0        | 2        | 44    | 9     | 0     | 0        | 0     | 2     | 7     | 2     | 1     | 24    | 1        | .257  | .303     | .404     | .706  |
| 2009     | NYM      | 30    | 69    | 65    | 5     | 15    | 5        | 1        | 1        | 25    | 7     | 0     | 0        | 0     | 0     | 4     | 0     | 0     | 20    | 4        | .231  | .275     | .385     | .660  |
| 2010     | NYM      | 20    | 37    | 36    | 5     | 11    | 3        | 0        | 1        | 17    | 5     | 0     | 0        | 0     | 0     | 1     | 0     | 0     | 10    | 1        | .306  | .324     | .472     | .797  |
| 2011     | NYM      | 59    | 194   | 176   | 26    | 45    | 10       | 2        | 4        | 71    | 25    | 0     | 1        | 0     | 2     | 15    | 0     | 1     | 48    | 6        | .256  | .314     | .403     | .718  |
| 2014     | ARI      | 18    | 23    | 22    | 2     | 6     | 2        | 0        | 2        | 14    | 7     | 0     | 0        | 0     | 0     | 1     | 0     | 0     | 10    | 0        | .273  | .304     | .636     | .940  |
| 2014     | 楽天     | 5     | 18    | 18    | 0     | 2     | 0        | 0        | 0        | 2     | 1     | 0     | 0        | 0     | 0     | 0     | 0     | 0     | 7     | 0        | .111  | .111     | .111     | .222  |
| 2016     | 斗山     | 118   | 481   | 400   | 69    | 123   | 31       | 0        | 24       | 226   | 81    | 0     | 0        | 0     | 7     | 69    | 0     | 5     | 90    | 10       | .308  | .410     | .565     | .975  |
| 2017     | 斗山     | 138   | 581   | 514   | 82    | 152   | 19       | 0        | 27       | 252   | 90    | 2     | 0        | 0     | 3     | 61    | 0     | 3     | 114   | 15       | .296  | .372     | .490     | .862  |
| MLB：5年 | MLB：5年 | 177   | 442   | 408   | 56    | 105   | 30       | 3        | 10       | 171   | 53    | 0     | 1        | 0     | 4     | 28    | 2     | 2     | 112   | 12       | .257  | .305     | .419     | .724  |
| NPB：1年 | NPB：1年 | 5     | 18    | 18    | 0     | 2     | 0        | 0        | 0        | 2     | 1     | 0     | 0        | 0     | 0     | 0     | 0     | 0     | 7     | 0        | .111  | .111     | .111     | .222  |
| KBO：2年 | KBO：2年 | 256   | 481   | 914   | 151   | 275   | 50       | 0        | 51       | 478   | 171   | 2     | 0        | 0     | 10    | 130   | 0     | 8     | 204   | 25       | .301  | .389     | .523     | .912  |

- 2017年シーズン終了時

### 記録
NPB
- 初出場・初先発出場：2014年8月5日、対千葉ロッテマリーンズ13回戦（QVCマリンフィールド）、6番・一塁手で先発出場
- 初打席：同上、2回表に石川歩から見逃し三振
- 初安打：2014年8月6日、対千葉ロッテマリーンズ14回戦（QVCマリンフィールド）、2回表に古谷拓哉から中前安打
- 初打点：同上、3回表に古谷拓哉から中前適時打

### 背番号
- 6 （2008年 - 2011年）
- 28 （2014年 - 同年途中）
- 3 （2014年途中 - 同年終了）
- 44 （2016年 - 2017年）